# Asier Usarraga

a Compétitions nationales et continentales officielles uniquement.

b Matchs officiels uniquement.
Dernière mise à jour le 16 mars 2025.
Asier Usarraga, né le 31 décembre 1994, est un joueur international espagnol de rugby à XV évoluant au poste de troisième ligne.

## Biographie
Formé au Bera Bera de San Sebastian, il rejoint le centre de formation du Biarritz olympique et fait ses débuts professionnels en novembre 2014 à Narbonne. Il connaît sa première sélection avec l'Espagne lors de la saison 2015-2016. Après trois saisons, il est non conservé et signe au SC Albi pour la saison 2017/2018. Il revient au BO un an après, le club rachetant son contrat.
En 2020, il s'engage à l'Aviron bayonnais rugby. Puis, en 2022, il est recruté par le Castres olympique, vice-champion de France de Top 14.
Il rejoint le CA Brive en décembre 2023 en tant que joueur supplémentaire, puis prolonge son contrat jusqu'en 2026.

## Palmarès
Avec l'Aviron bayonnais
- Championnat de France de Pro D2 :
  - Champion (1) : 2022